# Louis Wieting (Kapitän, 1819)
Louis Wieting (* 17. September 1819 in Vegesack; † 1. Dezember 1883 in Rönnebeck) war ein deutscher Kapitän, Kaufmann und Brauer.

## Leben
Wieting war der jüngste Sohn des Kapitäns Cord Wieting (1772–1828) und dessen zweiter Frau Anna Wieting, geb. Ruyter. Er war seit dem 14. Oktober 1849 mit Adelheid Juliane Dallmann, einer Schwester von Eduard Dallmann, verheiratet.
Im Frühjahr 1833, nach seiner Konfirmation, begann seine Laufbahn als Schiffsjunge auf der Brigg Bremen Paket der Reederei D.H. Wätjen & Co in der Nordamerikafahrt. Der Kapitän des Schiffes war sein ältester Bruder Johann Bernhard Wieting. Seit 1837 fuhr Wieting als Matrose auf dem Paketsegler Columbia in der Nordamerikafahrt. Am 26. Juni 1839 erhielt er, nach der Ausbildung an der Navigations-Anstalt in Bremen, sein Patent als Steuermann.
Er unternahm von 1845 bis 1854 zwei erfolgreiche Walfangreisen mit dem Vollschiff Otaheite für die Reederei Bremer Südseeverein. Im Juli 1854 kam es zur Auflösung der Reederei und damit zum Ende der seemännischen Laufbahn von Kapitän Louis Wieting. Bis zu seinem Tod war er ein erfolgreicher Kaufmann und Brauer. Er besaß eine eigene Brauerei mit Eiskeller in Rönnebeck.

## Familie
Neben Louis Wieting waren auch seine vier älteren Brüder Kapitäne. Seine Brüder Heinrich Wieting (1815–1868) und Karl (1813–1896) waren in der Auswandererfahrt nach Nordamerika aktiv.
Durch gemeinsame Seereisen mit seinen Brüdern Johann Bernhard (1801–1878) und Erich (1811–1858), in der Zeit zwischen 1833 und 1845, baute Louis seine seemännischen Fähigkeiten kontinuierlich aus. Johann Bernhard Wieting wurde 1830 in der Bremischen Einrichtung Haus Seefahrt als Mitglied aufgenommen, 1845 zum Schaffer gewählt und wurde 1859 Oberalter. Erich Wieting wurde 1839 Mitglied im Haus Seefahrt und 1855 zum Schaffer gewählt.
Seine beiden Söhne Louis Wieting (1850–1915) und Erich (1864–1930) waren ebenfalls Kapitäne.

## Ehrungen
- Die Straße Wietingsgang in Rönnebeck ist nach ihm benannt.[3]